# Dougald Hine
Dougald Hine född 1977 i Cambridge, England är en brittisk-svensk författare, redaktör och social tänkare. Han är en av grundarna till Dark Mountain-projektet.
Efter journaliststudier tillbringade han fyra år (2002-2005) som journalist vid BBC. Under den tiden vistades han 6 månader 2004 i Xinjiang-provinsen i Kina, innan han återvände till BBC. Han kom sedan  i kontakt med Paul Kingsnorth, vilket ledde till att de 2009 tillsammans publicerade Uncivilization: The Dark Mountain Manifesto. Det efterföljande decenniet byggde Hine tillsammans med flera andra upp Dark Mountain-projektet. Det blev en tidskrift med texter och bilder, återkommande festivaler, sammankomster samt en ständig hemvist för kritiska samtal om vår tids ekologiska och kulturella frågor.
2012 lämnade Hine London för att flytta till Sverige. Här blev han anställd som konstnärlig- och publikutvecklingsledare vid Riksteatern 2015-2016. Samarbetet med Riksteatern fortsatte därefter bl a som en av manusförfattarna till Medan klockan tickar (2017) och Kartan över oss (2020) som han också översatt till engelska (2022).
Han har också varit gästlärare vid Centrum för miljö- och utvecklingsstudier, CEMUS vid  Uppsala universitet. Här har han också samarbetat i projektet Framebreaking Fridays från 2015 
TiIlsammans med Anna Björkman grundade Hine 2018 en skola de kallade HOME och som 2021 fick sin fysiska hemvist i orten Östervåla, några mil norr om Uppsala, där de bosatt sig i det gamla skomakarbostället.
I april 2021 ledde Hine tillsammans med Geska Helena Brecevic, i regi av Konstnärernas Riksorganisation,  konstnärer från Sverige och Storbritannien för ett digitalt rundabordssamtal, Making a Living Making a Life, med syfte att ”tänka högt och tänka tillsammans” kring olika strategier som konstnärer använder för att försörja sig.  
2023 publicerade Hine boken At work in the ruins - Finding our place in the time of science, climate change, pandemics & all the other emergencies,ISBN 9781645021841
Boken tillkom under tiden viruset Covid-19 drabbade världen och som utgångspunkt för den hade Hine dels konstateradet från Dark Mountain-manifestet:
- Om det här är slutet på världen som vi känner den (moderniteten), är det inte slutet på världen, punkt! men dels också förhållandet att
- Om det här är slutet på världen som vi känner den, är det också slutet på ett sätt (vetenskapen)att förstå världen.